# Hamburger Modell (Didaktisches Modell)
Das Hamburger Modell didaktischer Unterrichtsplanung wurde von Wolfgang Schulz aus dem Berliner Modell weiterentwickelt und 1980 vorgestellt. Ziel des Hamburger Modells ist die Darstellung eines allgemeinen didaktischen Modells, das alle Planungsebenen des Unterrichts umfasst. Ausgerichtet auf die „leitenden Interessen“ werden „Perspektivplanung“, „Umrissplanung“, „Prozessplanung“ und „Planungskorrektur“ unterschieden.

## Die Entstehung/Entwicklung des Hamburger Modells
Der lehrtheoretische Ansatz hat in der Geschichte viele Wechsel durchlaufen und erlebte eine Entwicklung vom einfachen Empirismus der „Berliner Schule“ zu eines der dominierenden Wissenschaftsauffassungen zu Beginn der 1970er Jahre bis zu einer subjektnahen (in einigen Aspekten sogar quasi-therapeutischen) Form, die schließlich als lerntheoretischer Ansatz aufgefasst wird. Diese Entwicklung soll im Folgenden dargestellt werden.

### Namensgebung und Grundidee
Wolfgang Schulz war Mitarbeiter und akademischer Schüler von Paul Heimann, auf den das lerntheoretische Berliner Modell zurückgeht. Seit den späten 1960er Jahren beschäftigte er sich zunehmend und unter der Mitarbeit seines Kollegen Gunter Otto mit einer Neufassung der Berliner Didaktik, weil er diese für überarbeitungsbedürftig hielt und versuchte, die Defizite des Konzepts zu beheben. Seine Hauptkritikpunkte bezogen sich hierbei auf den technologischen Charakter des bestehenden Modells. Im Jahr 1980 veröffentlichte er schließlich in seinem Buch „Unterrichtsplanung“ seine überarbeitete Version. Paul Heimann verstarb 1967, weswegen Wolfgang Schulz das neue Modell ohne ihn weiterführen musste. Die Namensänderung von „Berliner Modell“ zu „Hamburger Modell“ ergab sich dadurch, dass Schulz in der Zwischenzeit zur Universität in Hamburg wechselte. Der Mitstreiter Gunter Otto war ebenfalls an dieser Universität tätig.
Zwischen den beiden Modellen sind wesentliche Unterschiede erkennbar. Der lehrtheoretische Ansatz des Hamburger Modells vermeidet die einseitige Lehrerzentriertheit des Vorgängers und distanziert sich vom Entscheidungsmodell, welches nur den Lehrer als einzigen Bezugspunkt von didaktischen Theorien sieht. Das neue Modell hingegen sollte einen Handlungsmodellcharakter haben, welches nicht nur die Lehrer, sondern auch alle anderen Beteiligten (z. B. Schüler) miteinbezieht und einen schülerorientierten Unterricht anstrebt. Schulz verzichtet zudem auf das Wertfreiheitspostulat des Berliner Modells von Heimann und entwickelt stattdessen ein politisch-emanzipatorisches Bildungsprogramm.

### Äußere Einflüsse
Die durch die Studentenbewegungen kritisierte gesellschaftliche repressive Funktion der Schulen stellte einen nicht unerheblichen Faktor für die Entwicklung des Modells dar. So wurden erforderliche Kriterien für eine erfolgreiche Kompetenzförderung gesetzt. So ist sowohl von Emanzipationsförderung als auch von Solidaritätsförderung die Rede, welche im Unterrichtsgeschehen mit eingebunden werden müssen, damit eine Förderung der Kompetenzen (also des Wissens und Könnens) stattfinden kann.

### Neuformulierung der Bedingungen
Die neue Ausarbeitung zeigte ebenfalls gravierende Unterschiede in der Aufteilung der Bedingungs- und Entscheidungsfelder. So wurden unter Unterrichtsziele nun, im Gegensatz zum Berliner Modell, auch Intentionen und Themen mit eingebunden. Zudem gab es Neuformulierungen bei den anthropogenen und sozial-kulturellen Bedingungen. Hierzu bediente sich Schulz an politisch-ökonomischen Begriffen von Karl Marx. Voraussetzungen im Sinne von „Produktions- und Herrschaftsverhältnisse[n]“, welche den Rahmen für institutionelle Bedingungen spannten, wurden in das Modell mit aufgenommen.

### Entstehung des lehrtheoretischen Ansatzes
Ein weiterer Punkt, der die quasi-therapeutische Seite des Modells (als Kontrast zum lerntheoretischen Ansatz des Berliner Modells) verdeutlicht, ist die von Schulz vorgeschlagene Form der Kommunikation von Lehrkräften und Schülern. Hierbei bezieht er sich auf die Beratung, Beurteilung und Unterrichtsplanung, sowie deren Durchführung. Sein Vorschlag ist es, dass die professionelle Lehrkraft zuerst die Kommunikation initiiert und daraufhin nur noch weitere Interaktionsformen unterstützt. Zu diesen Interaktionsformen können zum Beispiel Lerngruppen zählen. Auf diese Weise können dann von Seiten der Schüler soziale und gefühlsbezogene Erfahrungen gesammelt werden. Dies wiederum fördert gleichsam die Entwicklung von Solidarität, Kompetenz und Autonomie. Hierbei bezieht sich Schulz auf die von Ruth Cohn behandelte themenzentrierte Interaktion. Die daraus entstehende Gruppendynamik soll dann die Ansprache von latenten Gruppenkonflikten ermöglichen und erleichtern, damit das emotionale Belastungsempfinden der Schüler nicht weiterhin strapaziert wird. In späteren Publikationen redet er hierbei von „Meta-Unterricht“.
Zur Zeit der Konzeptentwicklung wurden viele Parallelen zu der von Wolfgang Klafki entworfenen „kritisch-konstruktiven Didaktik“ hergestellt. Schulz selbst hat aber keine Vergleiche zu seiner „Didaktik als kritische Unterrichtswissenschaft“ vorgenommen.
Einen weiteren Begriff den Schulz in sein neues Modell mit aufnimmt ist „Engagement“. Er konstatiert zunächst, dass Engagement notwendig sei, um didaktische Theoriebildung sinnvoll zu vollziehen. Im Laufe seiner Publikationen und Weiterentwicklungen des Konzepts wird Engagement schließlich ein Bestandteil formaler Theoriebildung. Schulz spricht hierbei von einer „kritische[n], humanitäre[n] engagierte[n] Didaktik“. Dieses Engagement soll insbesondere beim Umgang mit unterprivilegierten Kindern eine wichtige Rolle spielen und zeigt sich schließlich als eine Form von Zuwendung.
Während der 1970er Jahre entwickelte Schulz diesen kritischen Aspekt seines lerntheoretischen Ansatzes dann weiter, bis er schließlich 1980 sein Konzept und seine lerntheoretische Didaktik als „Wissenschaft vom emanzipatorisch relevanten, professionell pädagogischen Handeln in Unterricht und Schule“ vorstellt.

## Struktur und Prinzipien
Nach Schulz zielt das didaktische Handeln auf die Verständigung der Lehrer mit den Schülern ab, diese sollen sich jeweils auch untereinander verständigen. Die Kernthemen über die sie kommunizieren sollen, sind die vier Strukturelemente des Handlungsfeldes: die Unterrichtsziele, die Ausgangslage der Lehr-Lern-Gruppe, die Vermittlungsvariablen (dazu zählen zum Beispiel die Methoden und Medien) und die Erfolgskontrollen. Diese Schüler-Lehrer-Kommunikation über den Unterricht selbst, ist Kern des didaktischen Handlungsmodells von Schulz, sie entspricht damit dem von Schulz vorgestellten Begriff der Emanzipation: „Der Grad, in dem es den Lehrern als professionell didaktisch Handelnden gelingt, die Planung einer Unterrichtseinheit zum Bestandteil unterrichtsbezogener Interaktion zu machen, wird für mich immer mehr zum Indikator für die emanzipatorische Relevanz des Unterrichts, für die Ablösung der Arbeitsteilung zwischen Anordnen und Ausführen.“ (Schulz 1981, S. 65 f; hervorh. im Original)
Die Möglichkeiten dieser Verständigung werden allerdings durch den institutionellen Rahmen eingeschränkt. Lehrern werden somit zum Beispiel durch die jeweilige Schulordnung, das Landes- und Bundesschulgesetz, den Lehrplan, das Kerncurriculum und die örtlichen, materiellen sowie räumlichen Möglichkeiten der Schulen Grenzen in ihrem unterrichtlichen Handeln gesetzt. Dennoch werden einige pädagogische Freiheiten durch den Rahmen ermöglicht, die sich aus dem Handlungsspielraum ergeben, denn Lehren gilt als eine Ermessensfrage.
Den Handlungsspielraum der Schüler hingegen begrenzen neben der jeweiligen Schulordnung vor allem die erzieherischen Maßnahmen und Anforderungen der Eltern sowie der Lehrer. Ebenso beeinflusst die Sozialisation, sprich die Eingliederung in das soziale Umfeld der Gleichaltrigen, maßgeblich die Verhaltensweisen und Handlungsmöglichkeiten der Lernenden.

### Politökonomischer Determinismus
Wenn man davon ausgehen würde, dass die Rahmenbedingungen gänzlich entscheidend für den Unterricht sind, ihn also in seiner Gänze vorschreiben, würde sich jegliche didaktische Handlungstheorie sofort als überflüssig erweisen. Denn somit würde die Schule zu einem Ort gesellschaftlicher Reproduktion werden und Lehren schlussendlich der Herrschaft gesellschaftlicher Kultur unterliegen. Zur Beschreibung dieser Ansicht greift Schulz auf Fend zurück, der dies als „politökonomischen Determinismus“ bezeichnet.

### Idealistischer Indeterminismus
Die Gegenposition des politökonomischen Determinismus benennt Schulz als „idealistischen Indeterminismus“. Die gegebenen Freiheiten werden prägnant in den Vordergrund gestellt. Einschränkungen hingegen werden entweder nicht beachtet oder gar nicht als solche wahrgenommen.

### Schulz’ Stellung
„Mir scheint die alltägliche Erfahrung unterschiedlichster Schulwirkungen unter gleichen Bedingungen gegen die Überschätzung der Determination zu sprechen, und die Schwäche des idealistischen Indeterminismus scheint mir darin zu liegen, daß er einem überhöhten Anspruch der Lehrenden an sich selbst Vorschub leistet, der sich an der Realität schnell bis zur Resignation abarbeitet.“
Schulz spricht sich hier gegen beide Extrempositionen aus. Eine unumgängliche Festsetzung des Handlungsrahmens sei nicht gegeben und die alltägliche Erfahrung zeige die Freiheiten der Lehrer auf. Auch der idealistische Indeterminismus bewährt sich in der Realität nicht. Lehrkräfte wollen den Handlungsspielraum bestmöglich ausnutzen und pädagogische Freiheiten wahrnehmen. Diese Ziele können jedoch auf Grenzen treffen und ihre Umsetzbarkeit ist somit nicht mehr gegeben. Nach Schulz werden diese Einschränkungen so massiv, dass die Bemühungen, den Freiraum zu nutzen, erliegen werden.

### Prinzipien der Unterrichtsplanung
Schulz interpretiert das Handlungsfeld, also den Unterricht, in der Haltung eines skeptischen Reformismus. Möglichkeiten der Schulerziehung (zum Beispiel das Bewirken von Emanzipation) werden skeptisch betrachtet, jedoch lässt sich der vorhandene Handlungsspielraum insofern ausnutzen, als dass die Beschäftigung mit den Gegebenheiten eine wichtige Aufgabe darstellt. Die sich daraus ergebenden didaktischen Handlungen sind Analysieren, Planen und Realisieren von Unterricht; Beraten der Schüler; Bewerten deren Lernfortschritts; Verwalten der Institution und korporatives Handeln. Alle Handlungen unterliegen vier prinzipiellen Überlegungen:
1. Die zur individuellen und gesellschaftlichen Reproduktion erforderlichen Kenntnisse, Fertigkeiten und Einstellungen werden lediglich umsetzungsfähig, wenn damit ebenso die Selbstbestimmung gefördert wird. Selbstbestimmung darf sich jedoch nicht gegen das Autonomie- und Kompetenzbestreben anderer richten, diese also in ihrer freien Entwicklung einschränken. Als weiterer Punkt ist also auch die Solidarität zu nennen.
2. Schwerpunkt des Unterrichts ist die Vermittlung von Sacherfahrung, wobei diese auch die Gestaltung der sozialen Beziehungen beim Umgang mit der Sache sein können. Das heißt, dass selbst die Sozialform Kompetenz, Autonomie und Solidarität vermitteln kann. Qualifikation induziert somit Sozialisation und Sozialisation induziert Qualifikation.
3. Erst die Zusammenlegung der ersten beiden Prämissen ist zielführend, da die Intentionen (1.) anhand von Gegenständen (2.) erreicht werden und Gegenstände (2.) erst durch Absichten (1.) zu Themen werden.
4. Die Art und Weise der Unterrichtsanalyse, -planung und -realisierung determiniert den Unterricht als Funktionalisierung der Schüler oder Emanzipationshilfe. Die Professionalität der Lehrkräfte spielt hierbei eine entscheidende Rolle, da sie entweder zur Objektivierung der Lernenden beiträgt oder die kritische Betrachtung der institutionellen Rahmenbedingungen als Aufgabe der unterrichtlichen Interaktion bewirkt.

### Themenzentrierte Interaktion
Die Themenzentrierte Interaktion, entwickelt von Ruth Cohn, ist ein Modell der Unterrichtsgestaltung, welches die Sache, das Ich und das Wir mit allen Interrelationen betrachtet und einbezieht. Stehen alle Schwerpunkte und Abhängigkeiten im Gleichgewicht, bildet sich das Thema. Aus Sachunterricht beziehungsweise einer pädagogischen Gruppe ergibt sich also erst der eigentliche Unterricht, sobald die Bedürfnisse und die Förderung des Einzelnen sowie der Gruppe mit den Anforderungen des Stoffs vereinbart werden und allen Aspekten die möglichst gleiche Beachtung zukommt.
Analog zur „Themenzentrierten Interaktion“ wäre in dieser Interaktion das Verhältnis zwischen den Ansprüchen der Sache, der Thematik und den individuellen Ansprüchen der Lehrenden und Lernenden ausgewogen. Somit werden neben der Sacherfahrung auch die Gefühls- und Sozialerfahrung ins Zentrum gerückt. Diese ergeben sich insbesondere durch den Modus der Lehr-Lern-Arbeit.
Eine unterrichtliche Interaktion dieser Art lässt also die Möglichkeit entstehen, Kompetenz, Autonomie und Solidarität zu vermitteln.

## Das Hamburger Modell

### Perspektivplanung
Die Perspektivplanung ist im Gegensatz zu den drei anderen Planungsebenen langfristig ausgelegt. Bezogen auf ein einzelnes Unterrichtsfach spricht Schulz (2006, S. 45) von einem Semester oder einem Jahr. Er dehnt den zeitlichen sowie den fachlichen Rahmen, sodass die Perspektivplanung ebenfalls auf eine Fächergruppe durch alle Jahrgänge und sogar auf das Lehrplangefüge im Ganzen angewendet werden kann.
Für dieses sehr breit gefasste Feld beschreibt Schulz (2006, S. 41–42) zwei verschiedene Bereiche, welche er gegenüberstellt. Die Intentionen oder Ziele (nach Arnold und Müller, 2016, S. 141) umfassen Kompetenz, Autonomie und Solidarität. Die Kompetenz beschreibt hier die zu erwerbenden Qualifikationen und das zu erlangende Wissen. Unter Autonomie wird die Selbstständigkeit bezeichnet, eine Befreiung von der Bindung an Lebensumstände. Den Schülern soll die Möglichkeit gegeben werden sich gegenseitig zu unterstützen, sich solidarisch gegenüber zu verhalten. Die drei Begriffe bedingen und bestimmen sich wechselseitig: „Kompetenz nicht ohne Selbstbestimmung, Selbstbestimmung nicht ohne Kompetenz; Solidarität als Verantwortung für die Selbstbestimmung des anderen, keine Selbstbestimmung ohne Solidarität und keine Solidarität auf Kosten der Kompetenzvermittlung“ (Schulz, 2006, S. 42). Eine Vermittlung von Kenntnissen und Fertigkeiten in einem schulischen Kontext besitzt nur Legitimität, wenn diese Intentionen mit ihren Wechselwirkungen beachtet und berücksichtigt werden.
Im Gegensatz zu Heimanns Berliner Modell, in dem Ziele und Inhalte separat betrachtet werden, sieht Schulz eine klare Verbindung der beiden Aspekte in der Didaktik. Ohne Inhalte sind Ziele nicht zu verwirklichen, bzw. nicht formulierbar. Der zweite Bereich bezieht sich daher auf die Inhalte oder auch Themen, welche von Schulz als Erfahrungsaspekte bezeichnet werden. Diese umfassen die Begriffe Sacherfahrung, Gefühlserfahrung und Sozialerfahrung. Im Unterricht steht die Vermittlung von Sacherfahrung im Vordergrund. Die Schüler sollen lernen mit neuem Wissen kompetent, autonom und solidarisch umzugehen. Die Sacherfahrung ist stets von der Gefühlserfahrung begleitet. Jeder Umgang mit Neuem löst bei Schülern unterschiedliche Gefühle aus. Bei geschlechtsspezifischen Aufgabenstellungen kann bewusst oder unbewusst eine Normenbildung sowie ein Rollenverhalten und somit eine gewisse Sozialisation den Schülern vermittelt werden (Schulz, 2006, S. 42). Die Sozialerfahrung der Schüler kann durch die Sozialform des Unterrichts ebenfalls beeinflusst werden.
In der Tabelle stellt Schulz diese beiden Bereiche gegenüber. Mit den einzelnen Kombinationen können Richtziele, an welchen sich die Perspektivplanung orientieren soll, formuliert werden.
Eigene Beispiele für Richtziele:

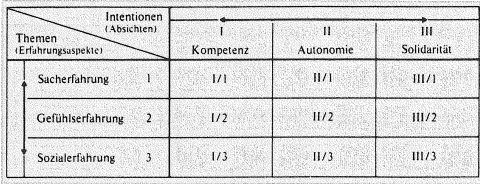
Heuristische Matrix zur Bestimmung von Richtzielen, emanzipatorisch relevanten, professionellen didaktischen Handelns, Schulz, 2006, S. 42.

Kompetenz/Sacherfahrung: Transferwissen. Die Schüler lernen ein Vorgehen im Fach Mathematik und können dieses, auf ein Problem außerhalb der Schule oder in einem andern Fach, anwenden. Kompetenter Umgang mit Sacherfahrung.
Kompetenz/Gefühlserfahrung: Die Schüler lernen bei Rückschlägen mit ihren Gefühlen umzugehen und diese zu deuten. Kompetenter Umgang mit Gefühlserfahrung.
Kompetenz/Sozialerfahrung: Die Schüler lernen sich in der Gesellschaft zurechtzufinden. Sie lernen sich in sozialen Situationen wie z. B. mit dem Lehrer und den Mitschülern angemessen zu verhalten. Kompetenter Umgang mit Sozialerfahrung.
Autonomie/Sacherfahrung: Die Schüler beschäftigen sich selbstbestimmt mit zu erlernendem Wissen. Der Lehrer arbeitet mit den Schülern zusammen. Er gibt wenig Vorgaben. Autonomer Umgang mit Sacherfahrung.
Autonomie/Gefühlserfahrung: Die Schüler lernen eigene Gefühle zu entwickeln. Sie übernehmen nicht die von der Gesellschaft normierten und vorgegebenen Gefühle. Selbstbestimmter Umgang mit Gefühlen.
Autonomie/Sozialerfahrung: Die Schüler lernen die Normen der Gesellschaft in Frage zu stellen. Sie erschaffen sich ihr eigenes Bild der Gesellschaft. Sie entscheiden selbstbestimmt welche Sozialerfahrungen sie wahrnehmen möchten.
Solidarität/Sacherfahrung: Die Schüler mit mehr erworbenen Wissen in einem Fach zeigen sich solidarisch gegenüber den anderen Schülern und unterstützen sie beim Lernen. Solidarischer Umgang mit Sacherfahrung.
Solidarität/Gefühlserfahrung: Die Schüler unterstützen sich bei positiven Gefühlen, ausgelöst durch bestandene Prüfung, und bei negativen Gefühlen, hervorgerufen durch Unverständnis eine Tätigkeit eines Mitschülers. Solidarischer Umgang mit Gefühlserfahrung.
Solidarität/Sozialerfahrung: Die Schüler respektieren einander unabhängig von sozialer Herkunft, Geschlecht oder Religion. Solidarischer Umgang mit Sozialerfahrung.
Im Zusammenhang der Perspektivplanung schildert Schulz zudem die emanzipatorische Relevanz des Unterrichts. Wird an den genannten Zielen: Autonomie, Solidarität und Kompetenz in Verbindung mit Sozial-, Sach- und Gefühlserfahrung gearbeitet, so können die Lernenden durch Unterricht die Befähigung über sich selbst steigern. Aus Zielen und Inhalten (in der Tabelle Erfahrungen) werden sogenannte „Richtziele“ (Arnold und Müller, 2016, S. 141). Diese Richtziele sollen in der Unterrichtsplanung berücksichtigt werden, damit die Lernenden zur Entfaltung durch sich selbst befähigt werden können. Um emanzipatorisch relevanten Unterricht überhaupt erst zu ermöglichen, ist im Hamburger Modell der Zusammenhang zwischen den drei Zielen besonders hervorgehoben. Dies ist eines der wesentlichen Unterschiede zwischen dem Berliner Modell (Heimann) und dem Hamburger Modell nach Schulz. Der Erwerb eines Ziels allein kann somit keinen emanzipatorisch relevanten Unterricht hervorrufen. Als Beispiel ist der Erwerb von Kompetenz anzusehen. Wird Kompetenz als Wissen von Inhalten oder Können angesehen, so hat der reine Kompetenzerwerb als Unterrichtsziel noch keine Emanzipation beim Lernenden als Konsequenz. In Verbindung mit Autonomie und Solidarität bekommen Inhalte jedoch gewisse Handlungsmöglichkeiten, welche situativ und individuell relativiert werden können. Emanzipation kann also erst stattfinden, sobald an Autonomie, Kompetenz und Solidarität im Zusammenspiel miteinander gearbeitet wird.
Damit Unterricht jedoch vollständig zur Emanzipation befähigen kann, geht Schulz noch einen Schritt weiter. Nicht nur das Verfolgen von Richtzielen, sondern auch das mit Einbeziehen der Lernenden selbst in den Planungsprozess ist eine logische Konsequenz aus dem Streben nach emanzipatorisch relevantem Unterricht. Erst wenn Schüler ihren eigenen Lernprozess selbstverantwortlich mit planen können, können sie sich dazu befähigen, vollständig über sich selbst zu verfügen und diese Fähigkeit zu fördern.

### Umrissplanung
Ziel der Umrissplanung ist es, Unterrichtseinheiten zu strukturieren und zu Sinneinheiten zu ordnen. (Vgl. Jank, W./ Meyer, H., 2008, S. 283).
Nach Schulz gibt es bei der Umrissplanung einzelner Unterrichtseinheiten vier Faktoren, die berücksichtigt werden müssen. Diese sind die Unterrichtsziele, die Ausgangslage, die Vermittlungsvariablen und die Erfolgskontrolle.
Diese vier Faktoren sollen im Folgenden näher aufgeführt und beleuchtet werden.

#### Unterrichtsziele
Zur Umrissplanung einer Unterrichtseinheit ist es zunächst notwendig, sich die Unterrichtsziele vor Augen zu führen.
Unterrichtsziel kann nicht nur die Vermittlung von Fakten sein, sondern es gibt vielfältige Ziele von Unterricht. Diese können im Bereich der kognitiven, affektiven und psychomotorischen Lernziele liegen. (Vgl. Schulz, 2006, S. 49).
Im Einzelnen sind dies:
- Sacherfahrung/kognitive Lernziele (Kenntnis, Erkenntnis, Überzeugung)
- Gefühlserfahrung/affektive Lernziele (Autonomie: Anmutung, Erlebnis, Gesinnung)
- Sozialerfahrung/psychomotorische Lernziele (Solidarität; Fähigkeit, Fertigkeit, Gewohnheit)

Die einzelnen Formen von Lernzielen sind allerdings nicht isoliert zu betrachten, es geht eher darum, einen Schwerpunkt zu setzen. Der thematische Horizont soll hierbei so weit differenziert werden, dass nicht nur Sacherfahrungen, sondern auch Sozialerfahrungen erkannt werden. (Vgl. Schulz, 2006, S. 49.)
Bei der Planung der Unterrichtsziele darf jedoch auch die Ausgangslage der Lernenden nicht außer Acht gelassen werden. Es ist möglich, dass durch das Analysieren der Ausgangslage auch die Planung der Unterrichtsziele korrigiert werden muss. (Vgl. Schulz, 2007, S. 47.)
Unterrichtsziele und die Erfassung der Ausgangslage sind somit unabdingbar verbunden; denn erst durch eine genaue Planung der Ziele kann die Ausgangslage im Hinblick auf die für diese Unterrichtseinheit nötigen Vorbedingungen analysiert werden.

#### Ausgangslage
Wie bereits erwähnt ist bei der Umrissplanung auch die Ausgangslage zu berücksichtigen.
Unter dem Begriff Ausgangslage ist nicht nur die Ausgangssituation der Lernenden zu verstehen, sondern auch die des Lehrenden, denn Schulz gehe es in seinem Modell maßgeblich darum, dass die Lernenden Partner des Lehrenden in der Unterrichtsplanung sind. (Vgl. Jank, W./ Meyer, H., 2008, S. 284.)
Zu beachten sind also einmal die Lernerwartungen der Schüler. Hierbei ist zu klären, ob diese Erwartungen aus irgendwelchen Gründen nicht oder nicht in vollem Umfang erfüllt werden können. Weiterhin ist zu berücksichtigen, welches Material zum Erreichen der Ziele und Erwartungen vorhanden ist und vor allem wie viel Zeit für die Unterrichtseinheit zur Verfügung steht. Hierbei sollte aus unserer Sicht erneut auf die Erwartungen der Schüler eingegangen werden, um zu prüfen, ob diese in der gegebenen Zeit mit dem gegebenen Material erfüllt werden können. Auf dieser Grundlage müssen sich Schüler und Lehrer über verbleibende Lernerwartungen einigen und mehrheitlich gesetzte Prioritäten festlegen, wobei noch möglicherweise vorhandene, begründete Minderheitswünsche berücksichtigt werden können.

#### Vermittlungsvariablen
Des Weiteren sind bei der Umrissplanung einer Unterrichtseinheit die unterschiedlichen schulischen Vermittlungsvariablen zu beachten, mit deren Hilfe die Unterrichtsziele umgesetzt werden können. Einige dieser Vermittlungsvariablen sind im Folgenden aufgelistet und näher beschrieben.
- Methoden: Methoden sind Verfahren, mit denen das Lernen beeinflusst werden kann.[15] Mit der Auswahl einer aus pädagogischer und didaktischer Sicht geeigneten Methode kann der Lehrende also gezielt den Lernprozess der Schüler unterstützen. Wichtig ist hierbei, nicht immer die gleiche Methode anzuwenden, sondern die Vielfalt der Methoden auszunutzen, um möglichst viele Lernende zu erreichen und anzusprechen.

- Phasierung des Unterrichtsprozesses: Der Unterricht ist in den meisten Fällen in vier Phasen gegliedert. Die erste Phase ist der Einstieg. Hier sollte das Interesse der Schüler geweckt werden und sie sollten thematisch auf die Unterrichtsstunde vorbereitet werden. Ein gelungener Einstieg ist maßgeblich für das Gelingen einer Unterrichtsstunde. Die zweite Phase ist die Erarbeitung. In dieser Phase wird der Lerngegenstand (im besten Falle von den Schülern) erarbeitet. Hier kann neben fachlichen Kompetenzen vor allem auch eine Förderung der Sozialkompetenzen stattfinden. An dieser Stelle kann je nach Lerngruppe eine erste Ergebnissicherung stattfinden. Die dritte Phase einer Unterrichtsstunde kann eine Vertiefung des Lerngegenstandes sein. Die vierte Phase ist die Ergebnissicherung. In dieser Phase werden die erarbeiteten Inhalte vorgestellt, verglichen und gesichert. Diese Phase ist besonders in niedrigeren Klassenstufen sehr wichtig, um den Schülern Sicherheit zu geben und um am Ende einer Stunde sicherzustellen, dass alle Schüler einen Mehrwert aus der Unterrichtsstunde gezogen haben.

- Sozialformen des Unterrichtsprozesses: „Sozialformen des Unterrichts beschreiben das äußere Zueinander von Lehrer und Schülern bei der Bearbeitung von Lerninhalten.“.[16] Es gibt verschiedene Sozialformen, die zur Unterrichtsgestaltung beitragen können. Es werden hier vier zentrale Sozialformen vorgestellt. Plenumsunterricht, Gruppenunterricht, Tandem und Einzelarbeit. Der Plenumsunterricht umfasst Unterricht, der in der gesamten Lerngruppe gemeinsam mit dem Lehrenden stattfindet. Hierzu gehört beispielsweise das Lehrer-Schüler-Gespräch. In der Form des Gruppenunterrichts wird dir Lerngruppe in mehrere Kleingruppen aufgeteilt, in denen Inhalte erarbeitet werden. Als Tandem bezeichnet man die Partnerarbeit, in der die Schüler in Zweiergruppen arbeiten. Unter Einzelarbeit versteht man, dass sich die Schüler alleine mit Inhalten auseinandersetzen und diese bearbeiten.

- Aktionsweisen: Schüler können im Unterricht auf verschiedene Weisen aktiv werden bzw. agieren. Auf jede Aktion des Lehrenden folgt eine Reaktion des Lernenden. Bei einem Lehrervortrag sollte der Lernende beispielsweise Informationen aufnehmen, in einer Erarbeitungsphase sollte der Lernende selbstständig etwas ausführen.

- Medien als Hilfsmittel: Als Medien bezeichnet man „sämtliche Kommunikationsmittel, die im pädagogischen Kontext zur Gestaltung von Lehr- und Lernprozessen eingesetzt werden.“.[17] Medieneinsatz im Unterricht ist sehr sinnvoll und unverzichtbar, da er der Lehrperson eine Hilfe bei der Planung sein kann, da der Lernstoff sinnvoll präsentiert werden kann. Außerdem schafft der Einsatz von Medien bei den Lernenden eine intensivere Auseinandersetzung mit den Lerngegenständen. Gerade der Einsatz digitaler Medien wird immer wichtiger. Er kann sich positiv auf die Konzentration der Schüler auswirken und kann sie animieren, mehr am Unterrichtsgeschehen teilzunehmen.[18]

#### Erfolgskontrolle
Die Erfolgskontrolle sollte sowohl seitens der Schüler, als auch seitens des Lehrenden stattfinden. Bei Schülern sollte eine Erfolgskontrolle bereits während einer Unterrichtseinheit durch stetige Selbstkontrollen stattfinden. Hierbei können die Lernenden für sich herausfinden, was sie bereits gelernt haben, ohne einem gesteigerten Leistungsdruck ausgesetzt zu sein. Durch stetige Selbstkontrolle der Lernenden sind sie auch für Erfolgskontrollen durch den Lehrenden gut vorbereitet. Solche Erfolgskontrollen können beispielsweise durch Klassenarbeiten oder mündliche Prüfungen stattfinden. Diese sind auch für die eigene Erfolgskontrolle des Lehrenden notwendig, denn so kann er abschätzen ob die Schüler das geplante Lernziel erreicht haben. Dies ermöglicht eine Analyse des Unterrichtsverlaufes, die sowohl die Methoden des Lehrenden, als auch die Erfolge der Lernenden berücksichtigt. Durch die damit entstehende Reflexion der Durchführung von Lehr- und Lernprozessen kann das Planungsverbesserung und eine Anpassung des Unterrichts an die individuellen Bedürfnisse von Lehrenden und Lernenden ermöglichen.

### Prozessplanung
Die konkrete Prozessplanung ist die Umformung und Überführung der Handlungsmöglichkeiten aus der Umrissplanung in einen Plan, dessen Realisierung zunächst versucht werden soll. Dabei können noch konkretere und präzisere Überlegungen nötig werden. Das zunächst grob formulierte Unterrichtsziel wird in Teil-Lernziele zerlegt und die zur Erreichung notwendigen Verfahren und Mittel werden zugeordnet.

### Planungskorrektur
Korrekturen an der Planung sind nötig, falls die Antwort auf nicht vorhergesehene Planungswirkungen während der Realisierung evident wird. Dies ist besonders wichtig bei der Konkretisierung in der Prozessplanung. Danach müssen eventuell während der Realisierung neue und angepasste Entscheidungen getroffen und Maßnahmen eingeleitet werden.

### Emanzipation
Der Begriff der Emanzipation spielt bei dem Hamburger Modell dahingehend eine Rolle, dass jedes didaktische Modell durch die Definition von Didaktik bereits einen emanzipatorischen Charakter haben sollte. Schulz umschreibt Didaktik als Theorie vom emanzipatorischen relevanten, professionell pädagogischen Handeln (Schulz, zitiert nach Peterßen 2001, S. 59). Dies bedeutet, dass guter Schulunterricht auch emanzipatorisch wirken sollte. Dadurch, dass bei dem vorliegenden Modell der Lernprozess der Schüler in den Mittelpunkt gerückt wird, erfährt die emanzipatorische Komponente eine hohe Bedeutung. Die Theorie, welche dem Lehrer übermittelt wird, ist dazu geeignet den praktischen Bedürfnissen des Lehrers Handlungsmöglichkeiten zu bieten. Nach Schulz beziehen sich Wissenschaftspraktik und Alltagspraktik auf dieselben „gleichartige, aufeinander verwiesene Handlungsfelder“ (Schulz 1980, S. 46). Das Ziel von beiden ist es: beide Praxen (lassen) sich letztlich vom pädagogischen Interesse an der Förderung aller Menschen zur Verfügung über sich selbst leiten. (ebd., S. 46). Die didaktische Theorie und die didaktische Praxis unterscheiden sich, unter welchem Schwerpunkt das Problem angegangen wird. Jedoch darf in die Didaktik keine extreme Auffassung der kritisch-emanzipatorischen Wissenschaft einfließen. Die Theorie des emanzipatorisch relevanten Handelns sollte idealerweise nicht nur unter dem Punkt der Wünschbarkeit, sondern auch der Machbarkeit des didaktischen Handelns unterliegen. Der Begriff der Machbarkeit spielt bei dem Modell eine wichtige Rolle, denn dieses Handlungsmodell ist sehr pragmatisch. So soll an die Institution Schule keine unrealisierbaren Forderungen gestellt werden, aber gleichzeitig auch „nicht bloß technisches Blendwerk in Schule und Unterricht zuzulassen.“ (Peterßen 2001, S. 60)
Den Begriff der Emanzipation teilt Schulz in zwei Teile:
1. Unter dem Zustand versteht man das Verfügen von Individuen bzw. Menschen über sich selbst.
2. Unter dem Vorgang ist die Förderung dieser Verfügung zu verstehen, welches simultan auch den Abbau konträrer Strukturen und Umstände involviert.

Schulz beschreibt den Begriff des Weiteren folgendermaßen: „Emanzipation als Befreiung von überflüssiger Herrschaft und zu möglichst weitgehender Verfügung aller über sich selbst.“ (Schulz 1980, S. 81). Also ist Emanzipation erforderlich, da es in jeder Gesellschaft, so auch in der unseren, Individuen existieren, welchen es nicht möglich ist über sich zu verfügen. Die Schlussfolgerung daraus ist, dass gesellschaftliche Umstände bzw. Ungleichheiten existieren, aus welchen diese Individuen herausgeführt werden sollten.
Eine Frage, die sich nun im Folgenden aufwirft ist, welchen Beitrag der Unterricht zu diesem Emanzipationsbegriff leisten kann.
Hier lehnt Schulz den Großteil der Vorstellungen von Kollegen ab, denn für Schulz ist die Schule kein Ort der unmittelbaren Veränderungen der Gesellschaft. Denn Schule ist seines Erachtens kaum an der Gestaltung der derzeitigen Gesellschaft beteiligt ist. Ist es trotzdem möglich, dass Schule emanzipatorisch wirksam sein kann?
„Und wenn mit Hilfe der Lehrer die unkritische Verinnerlichung bestehender Verhältnisse relativiert wird und die Befähigung zur Frage an die Verhältnisse, zum Durchspielen alternativer Antworten gegeben ist und erhalten bleibt, dann macht das und nur das meiner Ansicht nach die emanzipatorische Relevanz von Unterricht aus.“ (1980 a, S. 81) Daraus resultiert nach der Meinung von Schulz, dass Schule nicht emanzipiert, sondern im besten Falle emanzipatorisch relevant ist. Dies muss sie aber auch sein, damit die Schüler zur eigenen Emanzipation im Stande sein können. Auch die didaktische Theorie hat daher eher einen normativen Aspekt, da sie in diesem Falle die Ziele der Gesellschaft an- und vorgibt. Somit gibt sie kein Handlungsprogramm vor, sondern bietet ein Modell möglichen Handelns an. Also kann die didaktische Theorie nur auf Schüler Bezug nehmen und nicht auf die Gesellschaft.
Abschließend ist noch anzumerken, dass das didaktische Handlungsmodell nur unter dem Hintergrund von gesellschaftlichen Systemen, welche demokratisch sind, zu verstehen ist. „Nur in freiheitlich-demokratisch und sozialen Demokratien ist dies realisierbar“. (Schulz 1980, S. 80).